# Coppa CONMEBOL 1997
La Coppa CONMEBOL 1997 è stata la sesta edizione del torneo sudamericano. Alla manifestazione parteciparono 18 squadre, e il vincitore fu l'Atlético Mineiro.

## Formula
Dopo il preliminare, le squadre si affrontano in turni a eliminazione diretta.

## Partecipanti
| Nazione   | Squadra              |
| --------- | -------------------- |
| Argentina | Colón (SF)           |
| Argentina | Lanús                |
| Bolivia   | Real Santa Cruz      |
| Bolivia   | The Strongest        |
| Brasile   | Atlético Mineiro     |
| Brasile   | Portuguesa           |
| Brasile   | Rio Branco-AC        |
| Brasile   | Vitória              |
| Cile      | Universidad de Chile |
| Colombia  | América de Cali      |
| Colombia  | Deportes Tolima      |
| Ecuador   | Téc. Universitario   |
| Paraguay  | Sp. Luqueño          |
| Perù      | Universitario        |
| Uruguay   | Danubio              |
| Uruguay   | Defensor Sporting    |
| Venezuela | Deportivo Táchira    |
| Venezuela | Est. Mérida          |

## Incontri

### Turno preliminare

#### Andata
| Santa Cruz de la Sierra 31 luglio 1997 | Real Santa Cruz | 1 – 1 | The Strongest | Juan Carlos Durán |
| \| \| \| \| \| \| Marcatori \| \|      |                 |       |               |                   |
|                                        |                 |       |               |                   |
| Gol                                    | Marcatori       | Gol   |               |                   |

| Mérida 7 agosto 1997                           | Estudiantes de Mérida | 1 – 0 referto | Deportivo Táchira | Guillermo Soto Rosa |
| \| \| \| \| \| Dolgetta 43’ \| Marcatori \| \| |                       |               |                   |                     |
|                                                |                       |               |                   |                     |
| Dolgetta 43’                                   | Marcatori             |               |                   |                     |

#### Ritorno
| La Paz 7 agosto 1997                              | The Strongest | 0 – 2           | Real Santa Cruz | Hernando Siles |
| \| \| \| \| \| \| Marcatori \| Medrano Audamás \| |               |                 |                 |                |
|                                                   |               |                 |                 |                |
|                                                   | Marcatori     | Medrano Audamás |                 |                |

| Arbitro: | Pérez |

|                                      |                      |                                                |
| Chirinos 29’ Pérez 49’ Hernández 65’ | Marcatori            | 15’ Contreras 89’ (rig.) Hernández             |
| Pérez Villasmil López Ramos Flores   | Tiri di rigore 4 – 3 | Rodríguez Quiroga Dolgetta Hernández Antequera |

### Ottavi di finale

#### Andata
| Arbitro: | Solórzano |

|                  |           |             |
| Maturana 27’ 50’ | Marcatori | 67’ Palmiro |

| Arbitro: | Luna |

|                                       |           |  |
| Carranza 44’ Alvarenga 71’ Charún 76’ | Marcatori |  |

| Arbitro: | Méndez |

|                           |           |  |
| Uéslei 10’ Gil Baiano 75’ | Marcatori |  |

| Arbitro: | Córdoba |

|                     |           |               |
| Villegas 81’ (rig.) | Marcatori | 43’ Trimarchi |

| Arbitro: | Amarilla |

|                           |           |               |
| Castañeda 38’ Barrera 53’ | Marcatori | 82’ Gorostidi |

| Arbitro: | Nieves |

|                                            |           |                                              |
| Viera 28’ González 72’ (rig.) Martínez 89’ | Marcatori | 27’ Migliónico 53’ (rig.) Madrid 61’ Peirano |

| Arbitro: | Carpio |

|                  |           |              |
| Pérez 89’ (rig.) | Marcatori | 16’ Valencia |

| Arbitro: | Simon |

|             |           |                                   |
| Émerson 87’ | Marcatori | 12’ Jorginho 24’, 54’, 64’ Valdir |

#### Ritorno
| Arbitro: | Torrealba |

|                               |                      |                               |
| Gomes 86’                     | Marcatori            |                               |
| Jorge Testinha Hélio Vinicius | Tiri di rigore 1 – 3 | Cassiani Jorjão Jorge Ramírez |

| Ambato 3 settembre 1997 | Técnico Universitario | 0 – 0 | Universitario | Bellavista\| Arbitro: \| Duque \| |
| Arbitro:                | Duque                 |       |               |                                   |

| Arbitro: | Sequeira |

|                  |           |                                                             |
| Estigarribia 44’ | Marcatori | 38’ (rig.) Túlio 43’ Eliomar 52’ Preto Casagrande 61’ Saulo |

| Arbitro: | Núñez |

|                                                            |           |  |
| Morales 18’ Trimarchi 26’ Ruggeri 33’ Raíces 71’ López 72’ | Marcatori |  |

| Arbitro: | Godói |

|                                    |                      |                                       |
| Gorostidi 44’ Castillo 87’         | Marcatori            | 20’ Báez                              |
| Aquino Ibarra Rodríguez Peña Unali | Tiri di rigore 3 – 2 | Fuentes González Jara Ibañez Galdames |

| Arbitro: | Feldman |

|                                      |           |                        |
| Madrid 37’ (rig.) 77’ Migliónico 54’ | Marcatori | 31’ Abreu 47’ Da Silva |

| Arbitro: | Seminario |

|                           |           |            |
| Moreno 34’ Angulo 74’ 89’ | Marcatori | 53’ Chacón |

| Belo Horizonte 9 settembre 1997, ore 20:30 (UTC-3) | Atlético Mineiro | 0 – 0 | Portuguesa | Mineirão (8.880 spett.)\| Arbitro: \| Cerdeira \| |
| Arbitro:                                           | Cerdeira         |       |            |                                                   |

### Quarti di finale

#### Andata
| Arbitro: | Toro |

|               |           |                |
| Gorostidi 11’ | Marcatori | 48’ Migliónico |

| Arbitro: | Troxler |

|           |           |  |
| Saulo 66’ | Marcatori |  |

| Arbitro: | Guevara |

|          |           |  |
| Polo 83’ | Marcatori |  |

| Arbitro: | Zambrano |

|            |           |                          |
| Moreno 57’ | Marcatori | 42’ Marques 78’ Jorginho |

#### Ritorno
| Arbitro: | Lugones |

|                                         |                      |                                             |
| Migliónico 40’                          | Marcatori            | 2’ Ibarra                                   |
| De Souza Rivas Migliónico Aguerre Rariz | Tiri di rigore 2 – 3 | Gordillo Aquino Ibarra Unali Rodríguez Peña |

| Arbitro: | Aros |

|                                   |           |               |
| Ruggeri 29’ Cravero 60’ López 69’ | Marcatori | 58’ Chiquinho |

| Arbitro: | Rodríguez |

|                            |           |  |
| Maldonado 18’ Ferreira 79’ | Marcatori |  |

| Arbitro: | Méndez |

|           |           |             |
| Edgar 45’ | Marcatori | 25’ Cardona |

### Semifinali

#### Andata
| Arbitro: | Sequeira |

|  |           |                           |
|  | Marcatori | 28’ Trimarchi 65’ Ibagaza |

| Arbitro: | Solórzano |

|  |           |                         |
|  | Marcatori | 43’ Valdir 59’ Jorginho |

#### Ritorno
| Arbitro: | Ruscio |

|         |           |                     |
| Mas 90’ | Marcatori | 49’ Castagno Suárez |

| Arbitro: | Núñez |

|                                     |           |  |
| Marques 6’ Valdir 15’ 67’ Cairo 90’ | Marcatori |  |

### Finale

#### Andata
| Arbitro: | Gallesio |

| |            | |
| Ibagaza 19’ | Marcatori  | 41’ Bruno 56’ (aut.) Serrizuela 60’ Hernani 80’ Valdir |
| · Rómoli P · Serrizuela D · Ruggeri D · Siviero D · Fernández D · Mas C · Cravero C · Fernández C · Ibagaza C · Clotet C · Coyette C · López A · Raíces A · Trimarchi A | Formazioni | · P Taffarel · D Bruno · D Sandro Blum · D Sandro Barbosa · D Dedê · C Edgar · C Roberto · C Doriva · C Jorginho · C Hernani · A Marques · A Almir · A Valdir · C Cairo |
| Gómez | Allenatori | Émerson Leão |

#### Ritorno
| Arbitro: | González |

| |            | |
| Jorginho 10’ | Marcatori  | 57’ Trimarchi |
| · Taffarel P · Bruno D · Neguete D · Sandro Barbosa D · Dedê D · Roberto C · Jorginho C · Almir A · Edgar C · Marques A · Valdir A | Formazioni | · P Burela · D Ramón · D Bressán · D Fernández · D Román · C Cravero · C Huertas · C Fernández · C Clotet · C Mas · A González · A Enría · A Trimarchi · A Raíces |
| Émerson Leão | Allenatori | Gómez |